# Palazzo Foresti Papadopoli

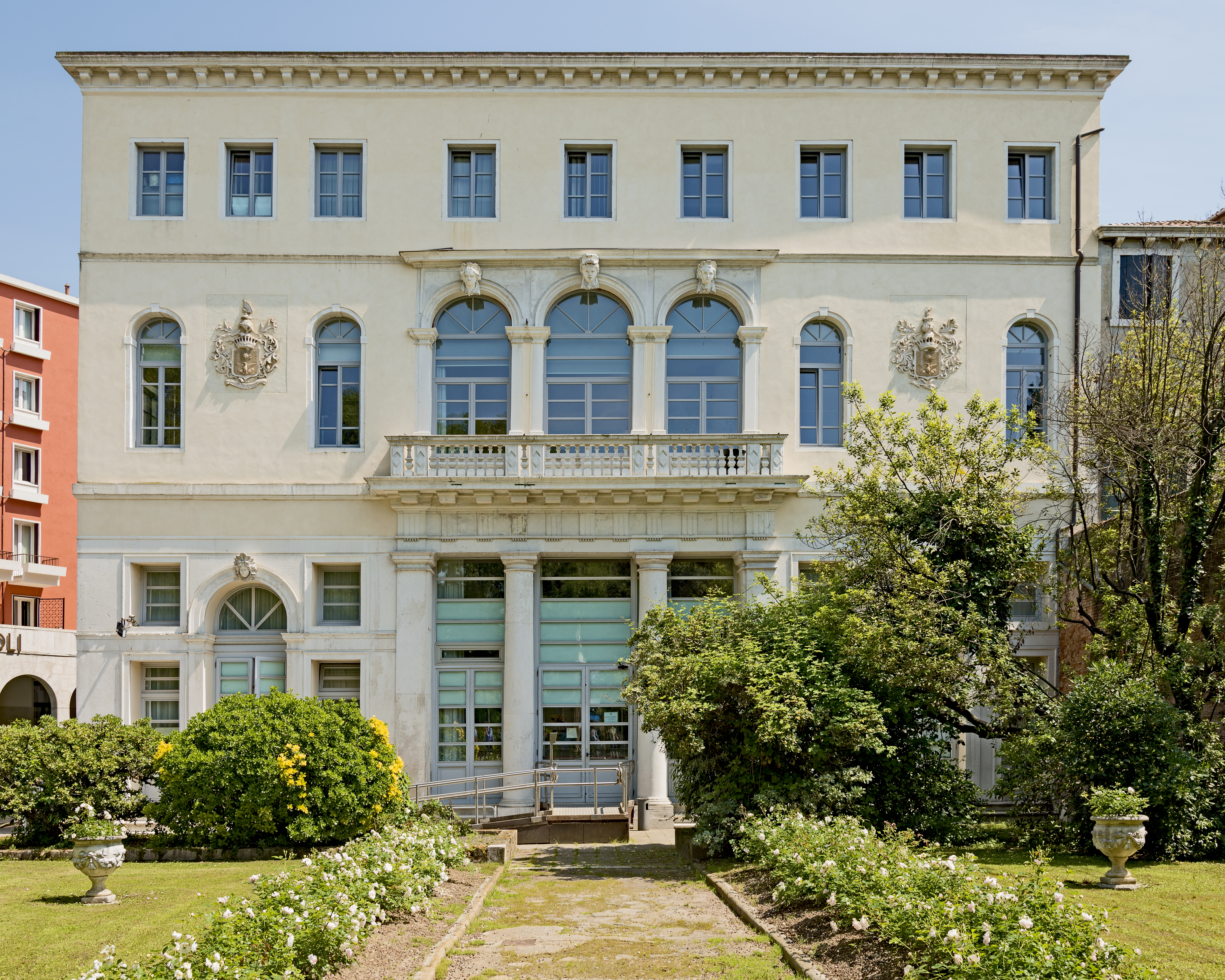
Westfassade des Palazzo Foresti Papadopoli

Palazzo Foresti Papadopoli, auch Palazzo Poerio Papadopoli, ist ein Palast in Venedig in der italienischen Region Venetien. Er liegt im Sestiere Santa Croce mit Blick auf den Rio dei Tolentini zwischen dem Palazzo Condulmer und dem Hotel Papadopoli, gegenüber der Kirche San Nicola da Tolentino. Am 11. Januar 2010 wurde der Palast als von kulturellem Interesse im Sinne des Artikels 12 des D. Lgs. 42/2004 erklärt.

## Geschichte
Der Palast wurde im 16. Jahrhundert erbaut und im 18. Jahrhundert substanziell umgebaut. Im 20. Jahrhundert wurde er schließlich restauriert. In den ersten Jahrzehnten des 20. Jahrhunderts vermachte der Conte Papadopoli den Palast der Stadt Venedig, die ihn für die öffentlich zugänglich machte. Der grandiose Garten wurde dann 1933 durch die Anlage des Rio Novo und den Bau des Park Hotels (heute Hotel Papadopoli der Sofitel-Gruppe) auf der Südseite in der Mitte auf die Hälfte seiner Ausdehnung reduziert. (Was davon übrigblieb, bildet die gleichnamigen Gärten hinter dem Palast und die noch erhaltenen Blumenbeete an der Piazzale Roma.) Der Palast selbst wurde an eine Nutzung als Schule angepasst und am 19. Dezember 1921 wurde dort eine Grundschule für Mädchen eingeweiht, die später nach Alessandro Poerio benannt wurde. Sie war auch als Schule im Freien gedacht, da sie von einem imposanten Park von fast 1,2 Hektar umgeben ist, der nach entsprechender Vorplanung auch Schüler aus anderen Schulen aufnehmen konnte. Durch die Verringerung der Schülerzahl in Venedig musste die Schule geschlossen werden und heute ist in dem Palast ein Kommando der Stadtpolizei untergebracht. Vor Kurzem hat die Stadt Venedig die Immobilie für € 14 Mio. zur Versteigerung angeboten.

## Beschreibung
Nach klarem, klassischen Geschmack präsentiert sich der Grundriss einfach als Rechteck und zeigt den zu seiner Zeit klassischen Typ eines Salons und Empfangsraumes. Zum Empfangsraum im Erdgeschoss kommt man durch die zentralen Zugänge vorne. Der Palast zeigt zwei Ansichten, die in architektonischer Hinsicht gut definiert sind: Eine von Osten, zum Rio dei Tolentini hin, gegenüber der gleichnamigen Kirche, von urbanerem Charakter und im Westen eine zum zugehörigen Garten hin. Obwohl die beiden Fassaden unterschiedliche architektonische Elemente zeigen, haben sie die Suche nach der Symmetrie, die das dreigliedrige System in sich widerspiegelt, gemeinsam, sowie die Ausrichtung der Fensteröffnungen an der Mittelachse, was im Erdgeschoss auch die beiden Zugänge zum Palast betrifft. Die Nordseite zum Gehweg durch die Giardini Papadopoli ist mit dem angrenzenden Hotel durch eine Vorhalle verbunden. Der Palast hat zwei Hauptgeschosse, ein Mezzaningeschoss und ein Dachgeschoss.